# ポッシュ (飲料)

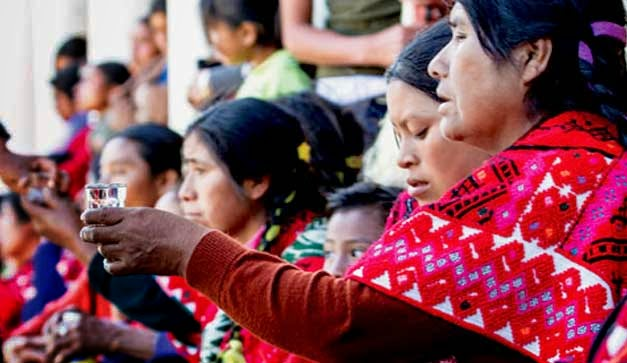
ポックスを手にする女性

ポッシュ（Pox）は、メキシコ及び中米のマヤ文化にて、儀式用に一般的に用いられる酒。
とうもろこし、サトウキビ、小麦からつくられ、aguardienteとも呼ばれる。

## 外部ソース
Maffi, Luisa. Journal of Linguistic Anthropology. June 1996, Vol. 6, No. 1, pp. 27–46
| スタブアイコン | サブスタブ | この項目は、まだ閲覧者の調べものの参照としては役立たない、酒に関連した書きかけの項目です。この項目を加筆・訂正などしてくださる協力者を求めています（P:食/PJ:酒）。 |